# 1309 Hyperborea
1309 Hyperborea (1931 TO) là một tiểu hành tinh nằm phía ngoài của vành đai chính được phát hiện ngày 11 tháng 10 năm 1931 bởi Grigory Neujmin ở Simeiz Observatory.